# Tarzán y la ciudad perdida
Tarzán y la ciudad perdida (título original: Tarzan and the Lost City) es una película de acción de 1998 dirigida por Carl Schenkel con Casper Van Dien, Jane March y Steven Waddington como protagonistas.

## Argumento
En 1913, en la noche antes del casamiento con Jane Porter, John Clayton (Tarzán) recibe una visión acerca de su hogar durante su niňez. En esa visión la ve en peligro, por lo que deja Inglaterra y regresa a África para ayudar. Jane está perturbada por ello y le sigue. Resulta que Nigel Ravens, un explorador educado, está buscando la ciudad perdida de Opar para saquear sus tesoros. También pasa por encima de cadáveres para ello. Ahora Tarzán deberá detener a él y a sus hombres y proteger al mismo tiempo a Jane.
El enfrentamiento entre Tarzán y Nigel culmina en la ciudad perdida.

## Reparto
- Casper Van Dien - Tarzán/John Clayton
- Jane March - Jane Porter
- Steven Waddington - Nigel Ravens
- Winston Ntshona - Mugambe
- Rapulana Seiphemo - Kaya
- Ian Roberts - Capitán Dooley
- Sean Taylor - Wilkes
- Gys De Villiers - Schiller

## Producción
Esta nueva adaptación del personaje creado por Edgar Rice Burroughs se hizo con nuevos rostros. Casper van Dien (Starship Troopers) interpretó a Tarzán y Jane March (El amante) a Jane Porter, aunque esta Jane es, al contrario de las otras, moderna y decidida y no la típica burguesa asustada en la selva.

## Recepción
La película, pese a los nuevos rostros, pasó desapercibida y fue un completo fracaso de taquilla.